# Atalja
Atalja of Athalia (Hebreeuws עתליה, de Heer is verheven of de Heer heeft weggenomen) was volgens de Hebreeuwse Bijbel koningin van het koninkrijk Juda tussen 842 / 841 v.Chr. en 837 / 835 v.Chr.. Het verhaal over haar regering kan worden gevonden in 2 Koningen 8-11 en 2 Kronieken 22-24.
Atalja was de kleindochter van de Israëlitische koning Omri en dochter van Achab. Haar huwelijk met koning Joram van Juda bezegelde een vredesverdrag tussen het koninkrijk Israël en koninkrijk Juda. Als Fenicische, en dochter van Izebel, was zij vereerster van Baäl, die in Israël vereerd werd, en voerde zij de oude cultus ook in Jeruzalem, hoofdstad van Juda, in.
Na de dood van Joram van Juda werd Achazja, zoon van Joram en Atalja, koning. In deze periode was Atalja dus koningin-moeder. Tijdens een bezoek aan koning Joram van Israël werd Achazja echter net als Atalja's moeder Izebel door Jehu, volgeling van de profeet Elisa, vermoord.
Geen van de zonen van Achazja was in de positie om hem op te volgen. Daarom werd Atalja koningin van Juda. Zij liet alle telgen van koning David ombrengen. Een van haar kleinkinderen, Joas, werd echter gered door Jehosabat, een zus van Achazja die getrouwd was met de JHWH-gezinde hogepriester Jojada. Zes jaar werd de jonge Joas verborgen gehouden. Toen hij zeven was, werd hij door Jojada uitgeroepen tot koning van Juda. Toen Atalja het volk "Lang leve de koning" hoorde roepen, spoedde ze zich naar de tempel om de opstand te beteugelen. Daar werd ze echter gevangengenomen en bij het paleis omgebracht.